# Laki-oi Patera
La Laki-oi Patera è una struttura geologica della superficie di Io.